# Mike Drewsen
Mike Drewsen (født 1973) er en morder, som den 13. maj 2005 blev idømt livsvarigt fængsel i Østre Landsret i København for sammen med Maria Kramer at have begået dobbelt drab i en lejlighed i Herlev i maj 2004. I forbindelse med drabet havde de fjernet forskellige værdigenstande fra lejligheden og derved gjort sig skyldige i rovmord. Den medskyldige, Maria Kramer, blev ligeledes idømt en livstidsstraf.

## Eksterne links
- http://politiken.dk/indland/fakta_indland/ECE1065923/her-er-de-seneste-10-aars-livstidsstraffe/